# Escoussans

Escoussans este o comună în departamentul Gironde din sud-vestul Franței. În 2009 avea o populație de 283 de locuitori.

## Evoluția populației
| An        | 1975 | 1982 | 1990 | 1999 | 2006 | 2009 |
| --------- | ---- | ---- | ---- | ---- | ---- | ---- |
| Populație | 243  | 260  | 262  | 244  | 267  | 283  |